# Rezerwat przyrody Dołęga
Rezerwat przyrody Dołęga – florystyczny rezerwat przyrody położony w gminie Oborniki (nadleśnictwo Oborniki), powiecie obornickim (województwo wielkopolskie). Zajmuje powierzchnię 1,17 ha.

## Cel ochrony
Został utworzony w 1958 w celu ochrony stanowiska skrzypu olbrzymiego (Equisetum maximum) na stromym brzegu Warty porośniętym sosną (Pinus sp.), olszą (Alnus sp.) i leszczyną (Corylus avellana) oraz roślinności kserotermicznej.

## Przyroda
Teren rezerwatu, z uwagi na ciasne w tym miejscu zakole Warty, ulegał od wieków znaczącej erozji bocznej. Woda wytworzyła w toku tego procesu wysoką skarpę (do 45° nachylenia) po południowej stronie rzeki. Oprócz skrzypu olbrzymiego (do 2 metrów wysokości, jedyny polski skrzyp objęty ochroną) rosną tu też: bniec czerwony, centuria pospolita, macierzanka, nawłoć, wiesiołek i przetacznik. Z drzew do okazalszych należą: dąb, sosna czarna, jarząb i czeremcha. Z grzybów występują śluzowce, np. rulik nadrzewny. Owady reprezentują m.in.: żagnica okazała (ważka – rozstaw skrzydeł do 10 cm), zmorsznik czerwony, zmięk żółty, podrzut szary, kobyliczka pniowa, liczne łątki i rusałka admirał. W rejonie starorzecza Warty i Samicy Kierskiej występują tereny lęgowe ptaków wodnych, a cały rezerwat licznie zamieszkują ptaki śpiewające.

## Podstawa prawna
- Zarządzenie Ministra Leśnictwa i Przemysłu Drzewnego z dnia 30 lipca 1958 r. w sprawie uznania za rezerwat przyrody (M. P. z 1958 r. Nr 69, Poz. 406)
- Obwieszczenie Wojewody Wielkopolskiego z dn. 4.10.2001 r. w sprawie ogłoszenia wykazu rezerwatów przyrody utworzonych do dn. 31.12.1998 r.
- Zarządzenie Nr 4/11 Regionalnego Dyrektora Ochrony Środowiska w Poznaniu z dnia 8 marca 2011 r. w sprawie rezerwatu przyrody „Dołęga”

## Galeria

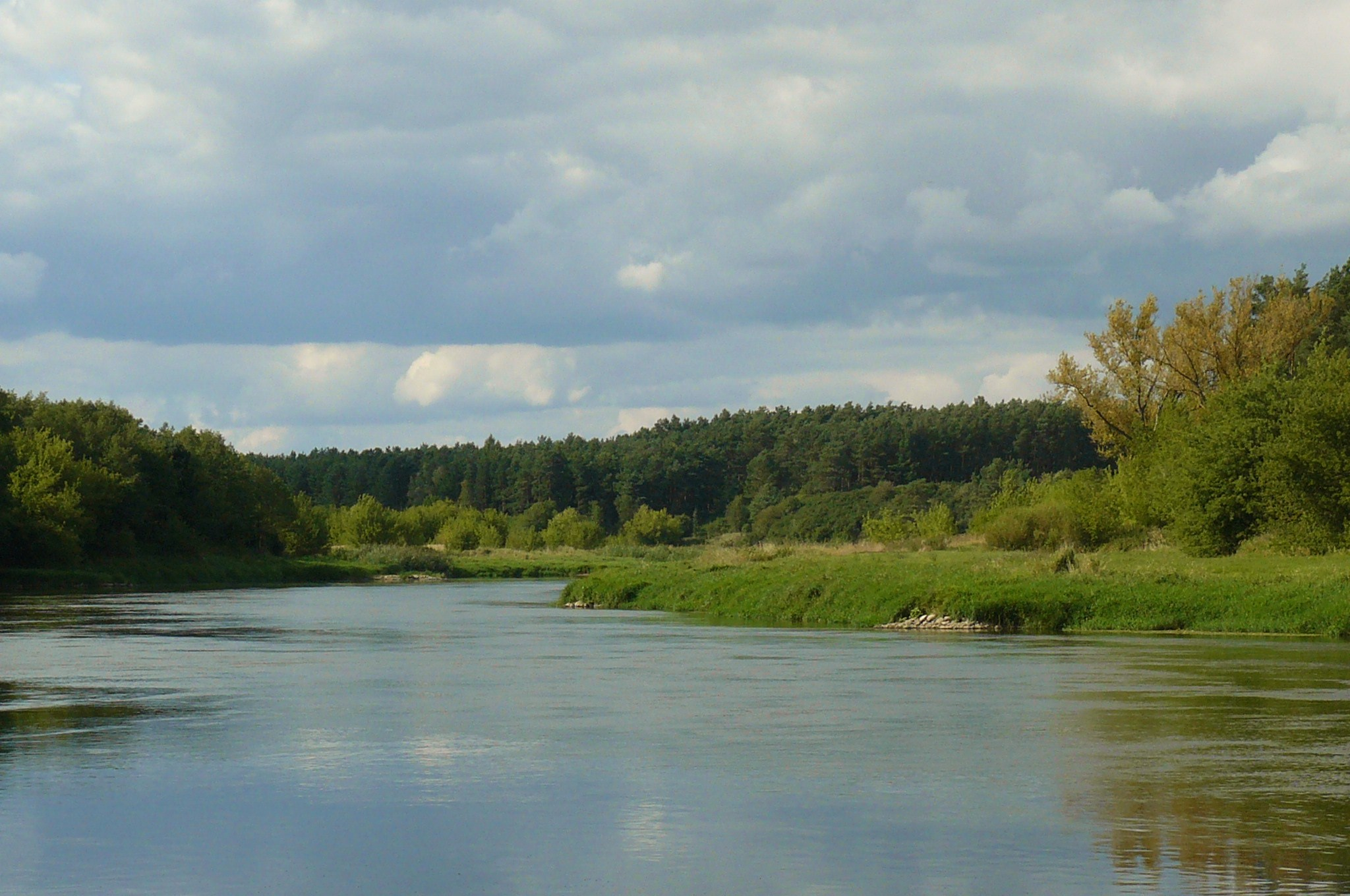
Warta przy rezerwacie
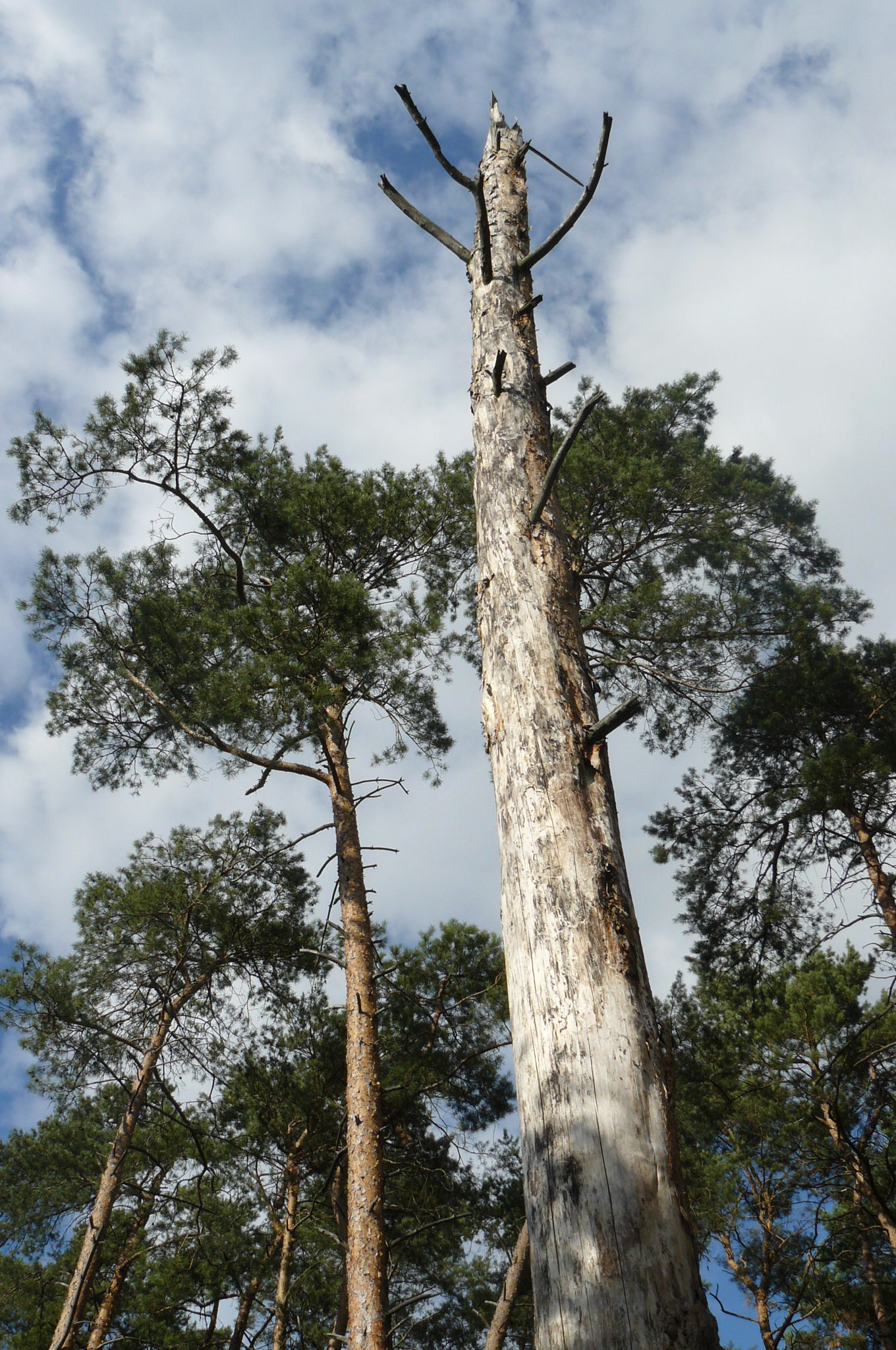
Drzewostan